# نيل باورز
نيل باورز (بالإنجليزية: Neal Bowers)‏ هو أكاديمي أمريكي، ولد في 3 أغسطس 1948.